# 上野明
上野 明（うえの あきら、1930年 - ）は、日本の評論家、経済学者。
野村證券株式会社調査部での勤務を経て、株式会社野村総合研究所主席研究員、静岡県立大学国際関係学部教授、静岡県立大学国際関係学部学部長（第3代）などを歴任した。

## 来歴
東京府出身。1953年（昭和28年）、東京大学経済学部を卒業し、野村證券に入社する。同社では調査部に勤務する。1965年（昭和40年）、野村総合研究所に移り、次長に就任する。1975年（昭和50年）、主席研究員に就任した。その後、静岡県立大学に転じ、国際関係学部の教授に就任した。国際関係学部においては、主として国際関係学科の講義を担当した。前任の美尾浩子の急逝を受けて、1992年（平成4年）1月から1993年（平成5年）12月にかけて学部長も兼務した。

## 著作

### 単著
- 『新・海外投資立国論 成功の条件を探る』東洋経済新報社 東経選書 1980
- 『日本の経営力 日本型成熟社会への道』現代史出版会 野村総研世界と日本シリーズ 1982
- 『日本の海外生産時代 日本にいない日本の会社』現代史出版会 野村総研世界と日本シリーズ 1983
- 『5年後の優良企業 12の条件をチェックする』現代書林 1984 「優良企業の条件 五年後を展望する12のチェック・ポイント」講談社文庫
- 『続・5年後の優良企業』現代書林 1984 「5年後の優良企業 32社の経営戦略を分析する」講談社文庫
- 『強い経営・11の条件 企業成長力を左右する「見えざる経営資源」とは』PHP研究所 1984
- 『フューチャーカンパニー1990 こんなに変わる21世紀型企業の条件』文化創作出版 1984
- 『経営システムの研究』日本実業出版社 1985
- 『高感度経営学 時代を先読みする 21世紀へ伸びる会社の経営システム』第一企画出版 1985
- 『トータルマーケティングシステム 事例研究』日本実業出版社 1985
- 『伸びる会社伸びない会社 ここが違うーチェックポイント10』銀行時評社 1985 のち講談社文庫
- 『大企業病 優良企業ほど危険! これが早期発見,早期治療の鉄則だ』第一企画出版 1986
- 『超優良企業の秘密 その人と活力と』潮文社 1986
- 『ビジネス情報の読み方』中央経済社 1986
- 『優良企業の「日米経済摩擦」生き残り戦略』時事通信社 1986
- 『明日何が売れるか 最新調査網が明かす 90年代、経営の極意』文化創作出版 1987
- 『企業内ベンチャーの法則 あなたの会社のブレークスルーが見える』第一企画出版 1987
- 『経営は「世界地図」で考えよ コスト最小の国でつくり利益最大の国で売る ケース・スタディ』日本実業出版社 1987
- 『社内企業家を育てる経営術 会社を危うくする組織人間は斬れ』第一企画出版 1987
- 『21世紀の優良企業 経営環境が激変する時代への指針15章』講談社文庫 1987
- 『アメリカの大企業 代表12社の経営戦略』中公新書 1988
- 『90年代、会社の変え方 激変時代に対処する 新経営革命12の成功法則』文化創作出版 1988
- 『新・国際経営戦略論 日本企業16社にみる成功の条件』有斐閣 1988
- 『伸びる会社の活性化戦略 元気な会社になるための12章』世界文化社 1988
- 『コダック物語 なぜ世界のエクセレントカンパニーといわれるのかーその急展開する日本戦略』イーストマン・コダック (ジャパン),1989
- 『優良企業の経営学 経営力強化の12の条件』有斐閣 1989
- 『多国籍企業の経営学 「世界の中の日本企業」への道』有斐閣 1990
- 『藤田元司秘密のリーダー学 ちょっとの方法で部下は大変身する』第一企画出版 1990
- 『ボーダーレス時代の経営戦略』講談社 1990
- 『自分に最適の会社を選ぶ法則 実力を発揮するのはそれからだ』第一企画出版 1992

### 共編著
- 『日本企業の多国籍的展開 海外直接投資の進展』池本清、安室憲一共著 有斐閣選書 1981
- 『ボーダーレス時代の国際関係』鈴木啓介共編著 北樹出版 国際関係学双書 1991

### 翻訳
- ハーマン・カーン,トーマス・ペッパー『それでも日本は成長する 悲観病脱出のすすめ』大礒正美・小沼敏共訳 サイマル出版会 1978